# Takashi Aizawa
Takashi Aizawa (相澤 貴志 Aizawa Takashi?, nacido el 5 de enero de 1982 en Niigata) es un futbolista japonés que se desempeña como guardameta.

## Trayectoria

### Clubes
| Club              | País  | Año         |
| ----------------- | ----- | ----------- |
| Kawasaki Frontale | Japón | 2000 - 2011 |
| Cerezo Osaka      | Japón | 2008        |
| FC Machida Zelvia | Japón | 2012 - 2013 |
| Shimizu S-Pulse   | Japón | 2014        |
| Tokushima Vortis  | Japón | 2015 - 2017 |

## Estadística de carrera

### J. League
| Club              | Año   | J. League | J. League | Copa J. League | Copa J. League | Total | Total |
| Club              | Año   | Part.     | Goles     | Part.          | Goles          | Part. | Goles |
| ----------------- | ----- | --------- | --------- | -------------- | -------------- | ----- | ----- |
| Kawasaki Frontale | 2000  | 0         | 0         | 0              | 0              | 0     | 0     |
| Kawasaki Frontale | 2001  | 9         | 0         | 0              | 0              | 9     | 0     |
| Kawasaki Frontale | 2002  | 0         | 0         | -              | -              | 0     | 0     |
| Kawasaki Frontale | 2003  | 0         | 0         | -              | -              | 0     | 0     |
| Kawasaki Frontale | 2004  | 0         | 0         | -              | -              | 0     | 0     |
| Kawasaki Frontale | 2005  | 22        | 0         | 2              | 0              | 24    | 0     |
| Kawasaki Frontale | 2006  | 24        | 0         | 9              | 0              | 33    | 0     |
| Kawasaki Frontale | 2007  | 0         | 0         | 2              | 0              | 2     | 0     |
| Cerezo Osaka      | 2008  | 26        | 0         | -              | -              | 26    | 0     |
| Kawasaki Frontale | 2009  | 0         | 0         | 0              | 0              | 0     | 0     |
| Kawasaki Frontale | 2010  | 23        | 0         | 4              | 0              | 27    | 0     |
| Kawasaki Frontale | 2011  | 17        | 0         | 1              | 0              | 18    | 0     |
| FC Machida Zelvia | 2012  | 9         | 0         | -              | -              | 9     | 0     |
| Shimizu S-Pulse   | 2014  | 5         | 0         | 1              | 0              | 6     | 0     |
| Tokushima Vortis  | 2015  | 5         | 0         | -              | -              | 5     | 0     |
| Tokushima Vortis  | 2016  | 12        | 0         | -              | -              | 12    | 0     |
| Tokushima Vortis  | 2017  | 0         | 0         | -              | -              | 0     | 0     |
| Total             | Total | 152       | 0         | 19             | 0              | 171   | 0     |

## Palmarés

### Títulos nacionales
| Título    | Club              | País  | Año  |
| --------- | ----------------- | ----- | ---- |
| J2 League | Kawasaki Frontale | Japón | 2004 |